# Chloroselas
Chloroselas là một chi bướm ngày thuộc họ Lycaenidae.

## Các loài
- Chloroselas arabica (Riley, 1932)
- Chloroselas argentea Riley, 1932
- Chloroselas azurea Butler, 1900
- Chloroselas esmeralda Butler, [1886]
- Chloroselas mazoensis (Trimen, 1898)
- Chloroselas minima Jackson, 1966
- Chloroselas ogadenensis Jackson, 1966
- Chloroselas overlaeti Stempffer, 1956
- Chloroselas pseudozeritis (Trimen, 1873)
- Chloroselas tamaniba (Walker, 1870)
- Chloroselas taposana Riley, 1932
- Chloroselas trembathi Collins & Larsen, 1991
- Chloroselas vansomereni Jackson, 1966